# Bucculatrix eclecta
Bucculatrix eclecta är en fjärilsart som beskrevs av Braun 1963. Bucculatrix eclecta ingår i släktet Bucculatrix och familjen kronmalar. Inga underarter finns listade i Catalogue of Life.